# Elisenda z Montcada
Elisenda de Montcada (asi 1292 – 19. června 1364, klášter Pedralbes) byla aragonská královna jako čtvrtá a poslední manželka Jakuba II. Aragonského. Během nepřítomnosti svého manžela od roku 1324 do roku 1327 působila jako aragonská regentka. Spolu s Jakubem II. založili klášter Pedralbes, františkánský klášter klarisek. Po jeho smrti v roce 1327 žila zbývajících 37 let svého života v sousedství kláštera.

## Mládí
Věřilo se, že se narodila v Aitoně jako dcera Pera II. Ramona Montcada i d’Abarca, barona z Aitony a Elisendy de Pinos. Patřila k linii Montcadů, jednoho z nejvznešenějších katalánských rodů. Měla tři bratry: Ota, dědice Aitony a kmotra budoucího Petra IV. Aragonského; Gastóa, biskupa z Huescy a později z Girony; a Guillema Ramóna. Její prababička byla Konstancie, paní z Aitony, nemanželská dcera Petra II. Aragonského, díky čemuž byl její manžel bratrancem z druhého kolena jejího otce.

## Královna a regentka
Poté, co zemřela třetí manželka Jakuba II. Marie Kyperská, chtěl rychle uzavřít nový sňatek. Pouhý měsíc po smrti nešťastné královny se snažil zajistit si výjimku ze třetího nebo čtvrtého stupně příbuzenství, aby se mohl znovu oženit. Král neuvedl jméno své vyvolené, ale byla to Elisenda z Montcady. Panovník se zdál být touto myšlenkou velmi nadšen a otevřeně sňatek uspíšil.
Její sňatek s Jakubem II se konal v Tarragoně dne 25. prosince 1322. Král daroval nevěstě příjmy z Bergy, Burriany, Tortosy, Morelly, Torroelly de Montgrí a Palsu a jejímu bratru Otovi města Seròs a Mequinenza. Jí bylo 30 a jemu, vdovci od roku 1319/1322, asi 55 let. Stala se tak nevlastní matkou Jakubových deseti dětí z jeho druhého sňatku s Blankou z Anjou. Nikdy neměla vlastní děti. Upřednostňovala vnuka Jakuba II., budoucího Petra IV. Aragonského.
Usadili se v královském paláci v Barceloně a vedli poměrně klidný život. Zasahovala do státních záležitostí a radila stejně jako ostatní královny. Královna byla popisována jako zralá, vzdělaná, krásná a velmi zbožná a v každodenním životě na královském dvoře jako srdečná, navzdory přísnosti a vážnosti samotného Jakuba. Od roku 1324 působila jako regentka během jeho nepřítomnosti v Aragonii. Manželství trvalo pět let, než Jakub v listopadu 1327 zemřel.
Jesus Ernest Martinez Ferrando napsal: „Elisenda byla pro své ženské vlastnosti, pro svou výtečnou zbožnost tím nejlepším uklidňujícím prostředkem, jaký panovník v hořkosti svých posledních let našel; rozhovor s oddanou manželkou jim osladil hodiny duchovních a fyzických zkoušek; dá se říci, že Elisenda pomohla Jakubovi II. dobře zemřít. Jak se smrt blížila – jak je uvedeno ve zmíněné biografii – mezi oběma manžely vznikla „oboustranná náboženská rozkoš“.
Nová královna si za své sídlo vybrala Barcelonu a její Palau Reial Major, přestože Tortosa byla uprostřed jejích věnných měst a její hrad byl sídlem jejích předchůdkyň, královen Blanky z Anjou a Marie Kyperské. Protože neměli děti a král brzy onemocněl, zasvětila svůj život náboženským praktikám a projevům dobročinnosti.

## Stavba kláštera Pedralbes
Elisenda se nakonec začala zajímat o založení kláštera řádu klarisek v okolí Barcelony. Král založení inicioval jakmile toto přání vyjádřila, i když již existoval Vilafranca del Penedès, klášter klarisek založený Blankou z Anjou, jeho druhou manželkou. Kladl si pouze jednu podmínku – klášter měl být postaven ke cti Matky Boží. Nejprve bylo určeno, že se klášter bude nacházet ve Valldauře, mezi Cerdanyolou a Montcadou, ale poté bylo rozhodnuto o místě zvaném Pedralbes kvůli množství bílého kamene vytěženého ze stávajícího lomu.
Práce na klášteře Pedralbes začaly v roce 1326 a postupovaly celkem rychle. Možná Jakub II. vycítil svou smrt a chtěl, aby se přání jeho ženy co nejdříve stalo skutečností. Po roce byla hotova základní stavba kláštera: mohli využívat křížovou chodbu, téměř hotový byl i kostel a bydlení pro jeptišky. Dne 3. května 1327 vstoupilo do kláštera čtrnáct jeptišek a zvolily první abatyši Sobiranu d’Olzet.
V závěti, kterou sepsal jen několik měsíců před svou smrtí, král mimo jiné daroval své manželce stálé příjmy. Kromě toho jí nechal zlatou korunu, kterou koupil v době svatby, a mnoho dalších šperků, jemných látek, ubrusů a nádobí vyrobeného ze zlata a stříbra.
Elisenda ovdověla v listopadu 1327. Nařídila postavit vedle kláštera malý palác, který od něj bude zcela oddělený. Tam žila zbývajících 37 let svého života. Přestože nikdy nebyla jeptiškou, byla obdařena širokými pravomocemi nad vnitřním chodem kláštera. Aktivně se podílela na rozhodování řeholní komunity a zvláštní důraz kladla na získání několika privilegií pro klášter. Například byl pod přímou ochranou města Barcelona prostřednictvím Consell de Cent, řídícího orgánu města, který se zavázal bránit klášter v případě nebezpečí. Jejím záměrem bylo také to, aby se Pedralbes stal nejoblíbenějším klášterem, aby po její smrti nečelil ekonomickým potížím, které byly v ženských klášterech zcela běžné. Během těchto let královské dary téměř utopily františkánského ducha klášterního života.
Elisenda řídila stavbu budov a jejich výzdobu. Na zkrášlení kláštera byli najati malíři jako Ferrer Bassa a bratři Serrovi. Propagovala také obrazy v kapli svatého Michaela, které si objednala abatyše Francesca Saportella, její neteř.
Přestože zůstala v klášteře, účastnila se některých oficiálních vladařských akcí, jako je převoz ostatků svaté Eulálie do katedrály v Barceloně, při kterém doprovázela Marii Navarrskou, manželku Petra IV. Aragonského, a Konstancii Aragonskou, manželku Jakuba III. Mallorského.

## Smrt a pohřeb
Elisendina závěť byla vydána 11. dubna 1364 a ona zemřela 19. července téhož roku. Vše odkázala klášteru jako svému hlavnímu dědici, kromě některých statků určených institucím, příbuzným nebo známým. Požádala, aby srovnali se zemí palác, kde žila, což se okamžitě stalo. Inventář, který byl proveden v jejím pokoji, ukazuje jednoduchost, ve které žila, navzdory šperkům a jemným látkám, které rozdávala.
Hrob královny je velkolepým dílem katalánské gotiky, která umělecky představuje dvojí život této ženy. Bifrontální hrobka se nachází podél zdi, která odděluje kostel od kláštera, s jedinečnými zobrazeními na každé straně. Z kostelní strany je zobrazena jako královna s korunou a na straně kláštera je oděna jako strohá vdova nebo jeptiška.

## Dědictví
Klášter Pedralbes je Elisendiným nejvýznamnějším dědictvím. Je to národní památka a je přístupná veřejnosti.
Její portrét je součástí Galerie slavných Katalánců na barcelonské městské radě.
Passeig de Reina Elisenda de Montcada je po ní pojmenovaná ulice ve čtvrti Sarrià v Barceloně, stejně jako přidružená stanice Reina Elisenda linky L12 barcelonského metra. Stanice je 0,7 km severovýchodně od kláštera.

## Vývod z předků
|                     |                                       |  |                        |                              |  |  |  |  |  |  |  | Ramón I. de Montcada i de Montcada |
|                     |                                       |  |                        |                              |  |  |  |  |  |  |  |                                    |
|                     | Guillem Ramon II. de Montcada         |  |                        |                              |  |  |  |  |  |  |  |                                    |
|                     |                                       |  |                        |                              |  |  |  |  |  |  |  |                                    |
|                     |                                       |  |                        | Ramona de Tournemine         |  |  |  |  |  |  |  |                                    |
|                     |                                       |  |                        |                              |  |  |  |  |  |  |  |                                    |
|                     | Pere I. de Montcada i d'Aragó         |  |                        |                              |  |  |  |  |  |  |  |                                    |
|                     |                                       |  |                        |                              |  |  |  |  |  |  |  |                                    |
|                     |                                       |  |                        | Petr II. Aragonský           |  |  |  |  |  |  |  |                                    |
|                     |                                       |  |                        |                              |  |  |  |  |  |  |  |                                    |
|                     | Konstancie Aragonská                  |  |                        |                              |  |  |  |  |  |  |  |                                    |
|                     |                                       |  |                        |                              |  |  |  |  |  |  |  |                                    |
|                     |                                       |  |                        | NN                           |  |  |  |  |  |  |  |                                    |
|                     |                                       |  |                        |                              |  |  |  |  |  |  |  |                                    |
|                     | Pere II. Ramon de Montcada i d'Abarca |  |                        |                              |  |  |  |  |  |  |  |                                    |
|                     |                                       |  |                        |                              |  |  |  |  |  |  |  |                                    |
|                     |                                       |  |                        |                              |  |  |  |  |  |  |  |                                    |
|                     |                                       |  |                        |                              |  |  |  |  |  |  |  |                                    |
|                     | Roderic d'Abarca                      |  |                        |                              |  |  |  |  |  |  |  |                                    |
|                     |                                       |  |                        |                              |  |  |  |  |  |  |  |                                    |
|                     |                                       |  |                        |                              |  |  |  |  |  |  |  |                                    |
|                     |                                       |  |                        |                              |  |  |  |  |  |  |  |                                    |
|                     | Sibyla de Abarca                      |  |                        |                              |  |  |  |  |  |  |  |                                    |
|                     |                                       |  |                        |                              |  |  |  |  |  |  |  |                                    |
|                     |                                       |  |                        | Guerau IV. de Cabrera        |  |  |  |  |  |  |  |                                    |
|                     |                                       |  |                        |                              |  |  |  |  |  |  |  |                                    |
|                     | Sibyla de Cabrera                     |  |                        |                              |  |  |  |  |  |  |  |                                    |
|                     |                                       |  |                        |                              |  |  |  |  |  |  |  |                                    |
|                     |                                       |  |                        | Elio Pérez de Castro         |  |  |  |  |  |  |  |                                    |
|                     |                                       |  |                        |                              |  |  |  |  |  |  |  |                                    |
| Elisenda z Montcady |                                       |  |                        |                              |  |  |  |  |  |  |  |                                    |
|                     |                                       |  |                        |                              |  |  |  |  |  |  |  |                                    |
|                     |                                       |  | Galceran III. de Pinós |                              |  |  |  |  |  |  |  |                                    |
|                     |                                       |  |                        |                              |  |  |  |  |  |  |  |                                    |
|                     | Ramon Galceran I. de Pinós            |  |                        |                              |  |  |  |  |  |  |  |                                    |
|                     |                                       |  |                        |                              |  |  |  |  |  |  |  |                                    |
|                     |                                       |  |                        |                              |  |  |  |  |  |  |  |                                    |
|                     |                                       |  |                        |                              |  |  |  |  |  |  |  |                                    |
|                     | Galceran de Pinós                     |  |                        |                              |  |  |  |  |  |  |  |                                    |
|                     |                                       |  |                        |                              |  |  |  |  |  |  |  |                                    |
|                     |                                       |  |                        |                              |  |  |  |  |  |  |  |                                    |
|                     |                                       |  |                        |                              |  |  |  |  |  |  |  |                                    |
|                     | Berenguera de Cervelló                |  |                        |                              |  |  |  |  |  |  |  |                                    |
|                     |                                       |  |                        |                              |  |  |  |  |  |  |  |                                    |
|                     |                                       |  |                        |                              |  |  |  |  |  |  |  |                                    |
|                     |                                       |  |                        |                              |  |  |  |  |  |  |  |                                    |
|                     | Elisenda de Pinós                     |  |                        |                              |  |  |  |  |  |  |  |                                    |
|                     |                                       |  |                        |                              |  |  |  |  |  |  |  |                                    |
|                     |                                       |  |                        | Guillermo de Canet           |  |  |  |  |  |  |  |                                    |
|                     |                                       |  |                        |                              |  |  |  |  |  |  |  |                                    |
|                     | Ramón de Canet                        |  |                        |                              |  |  |  |  |  |  |  |                                    |
|                     |                                       |  |                        |                              |  |  |  |  |  |  |  |                                    |
|                     |                                       |  |                        | Cerdaña de Rodès             |  |  |  |  |  |  |  |                                    |
|                     |                                       |  |                        |                              |  |  |  |  |  |  |  |                                    |
|                     | Esclarmunda de Canet                  |  |                        |                              |  |  |  |  |  |  |  |                                    |
|                     |                                       |  |                        |                              |  |  |  |  |  |  |  |                                    |
|                     |                                       |  |                        | Bernardo-Hugo de Serrallonga |  |  |  |  |  |  |  |                                    |
|                     |                                       |  |                        |                              |  |  |  |  |  |  |  |                                    |
|                     | Raimunda de Serrallonga               |  |                        |                              |  |  |  |  |  |  |  |                                    |
|                     |                                       |  |                        |                              |  |  |  |  |  |  |  |                                    |
|                     |                                       |  |                        | Ermessenda de Corsavy        |  |  |  |  |  |  |  |                                    |
|                     |                                       |  |                        |                              |  |  |  |  |  |  |  |                                    |